# Łebedyn
Łebedyn (ukr. Лебедин) – miasto na Ukrainie, w obwodzie sumskim, siedziba władz rejonu łebedynskiego, liczy 23 tys. mieszkańców (2023). Ośrodek przemysłu spożywczego.